# シェイク・イット・オフ (テイラー・スウィフトの曲)
「シェイク・イット・オフ〜気にしてなんかいられないっ!!」（シェイク・イット・オフ〜きにしてなんかいられないっ!!、Shake It Off）は、2014年8月18日に発売されたテイラー・スウィフトの32枚目のシングル。発売元はビッグマシン・レコード。

## 解説

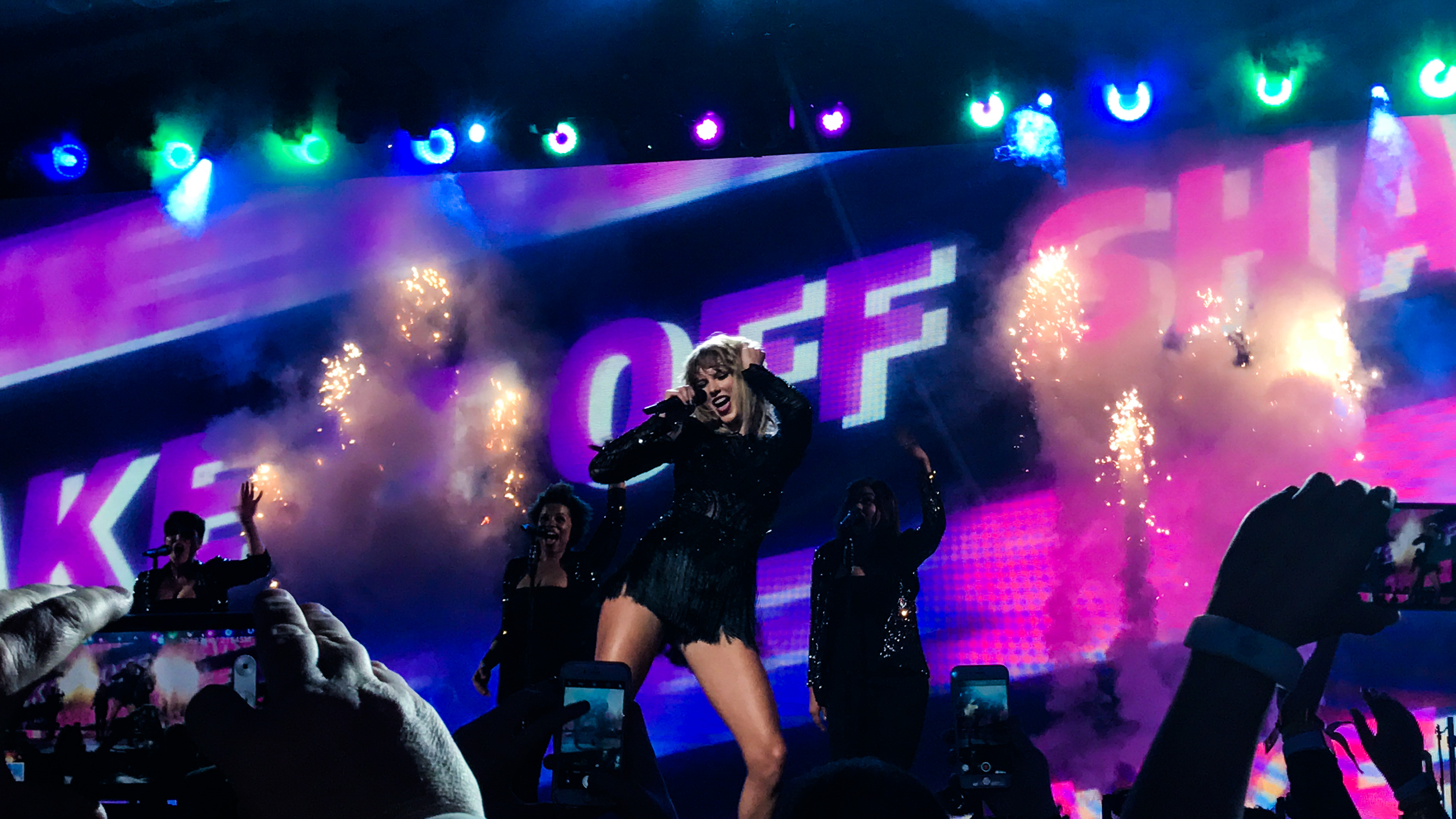
「シェイク・イット・オフ」を熱唱するテイラー（2017年）

2014年最初のシングルで、アルバム「1989」の先行シングルとなった。ドイツ・オーストリアで発売されたCDにはミュージック・ビデオが同梱。ミュージック・ビデオの監督はマーク・ロマネクが担当している。
この曲は批判やゴシップなど、Taylorを見下げてきたものについて書かれた曲であり、2011年にリリースしたシングル「Mean」では負け犬目線だったが、今回は「もし、私が私らしくあることが気に障るんだったら、もっとそうするし、あなたより楽しんでるから、関係ない」と笑って対処できるようになったと話している。
2015年に行われた第57回グラミー賞では「最優秀レコード賞」「最優秀楽曲賞」「最優秀ポップ・ソロ・パフォーマンス」にノミネートされた。この楽曲でプロデューサーを務めたマックス・マーティンは「最優秀プロデューサー」に選ばれている。
本曲は『オードリーのNFL倶楽部』の2021年シーズンオープニング曲に採用されている。

## 収録曲
1. シェイク・イット・オフ〜気にしてなんかいられないっ!! - Shake It Off [3:39]
(作詞・作曲：テイラー・スウィフト, マックス・マーティン, シェルバック)

## パーソネル
- テイラー・スウィフト：リード・ボーカル、バックグラウンド・ボーカル、ハンドクラップ、シャウト
- マックス・マーティン：キーボード、プログラミング、ハンドクラップ、シャウト
- シェルバック：アコースティック・ギター、ベース、キーボード、ドラムス、プログラミング、ハンドクラップ、シャウト、パーカッション
- ジョナス・サンダー：サクソフォーン
- ジョナス・リンデボリ：トランペット
- マグナス・ヴィークルンド：トロンボーン
- マイケル・イルバート、サム・ホーランド：レコーディング・エンジニア
- コーリー・ビーチェ：アシスタント・エンジニア
- シェルバン・ゲネア：ミキシング
- ジョン・ヘイネス：ミックス・エンジニア
- トム・コイン：マスタリング

## カバー
- 藤井風 - アルバム『HELP EVER HURT NEVER』初回限定盤（2020年）および『HELP EVER HURT COVER』（2021年）収録。